# Závod do vrchu Karlovy Vary (Panorama)
Závody automobilů a motocyklů do vrchu v Karlových Varech se konaly v letech 1923–1926. Celkem se uskutečnily 4 ročníky. Pořadatelem byl agilním autoklub Egerländer Automobil-Club (Chebský automobilní klub, E.A.C.) z Karlových Varů. E.A.C. v roce 1923 upustil od uspořádání obvyklého soutěžního Závodu lázeňských měst a v náhradu za něj v neděli 22. července 1923 uspořádal první mezinárodní závod automobilů a motocyklů do vrchu.

## Závody automobilů a motocyklů
Předtím než se začalo poprvé v Karlových Varech závodit do vrchu, už se konaly závody Zbraslav-Jíloviště (1908) a v západních Čechách mezi Lochotínem a Třemošnou (1914). Na začátku dvacátých let byl odstartován závod do vrchu Schöber (1921) na českém severu a ve stejném roce 1921 se začala psát i historie dnes nejprestižnějšího moravského závodu Ecce Homo ve Šternberku. Závody do vrchu v Karlových Varech byly tedy 5. nejstarším závodním podnikem uskutečněným na území Československa.
E.A.C. byl v té době již zkušeným pořadatelem motoristických akcí. V letech 1920–1922 totiž uspořádal tři ročníky Závodu lázeňských míst. Úplně prvním automobilovým sportovním podnikem v nově vzniklé Československé republice byl 5. září 1920 uskutečněný Závod lázeňských míst. Jel se na trati Karlovy Vary - Bečov - Mariánské Lázně - Sokolov - Loket - Karlovy Vary. Vítězem se stal Pavel Münz na pětilitrovém čtyřválci Laurin & Klement Mh. Do této soutěže byl vložen i závod do vrchu u Mariánských Lázní, kde vyhrál Karl Steuer na Fiatu 3,4 l. O rok později zvítězil Otto Salzer na stokoňovém Mercedesu a krátkou historii závodu uzavřel 23. července 1922 František Svoboda na "Kolowratově" voze Laurin & Klement RK/M.

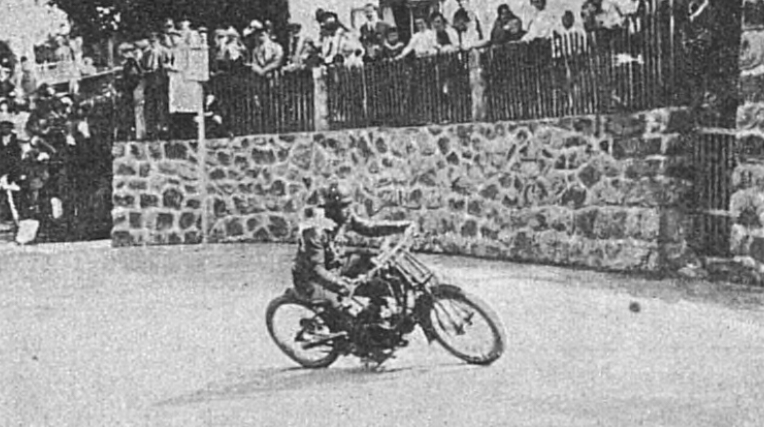
Nadporučík M. Ziegler na Itaru 710 (1923)

Závod měl vždy start za hotelem Imperial, odkud vedl po Pražské silnici do místní části Hůrka za dnešní penzion Panorama (Pražská silnice 2057/10). Délka tratě činila 2,2 km, průměrné stoupání 5% a největší pak 11%. Závodní trať začínala u kilometrovníku 128,4 pražské státní silnice. Ta byla vybudována v letech 1804–1811 na popud nejvyššího purkrabího hraběte Rudolfa Chotka (1748–1824). Silnice stará Pražská je nemovitou kulturní památkou evidovanou Národním památkovým ústavem.

### 1. ročník 1923

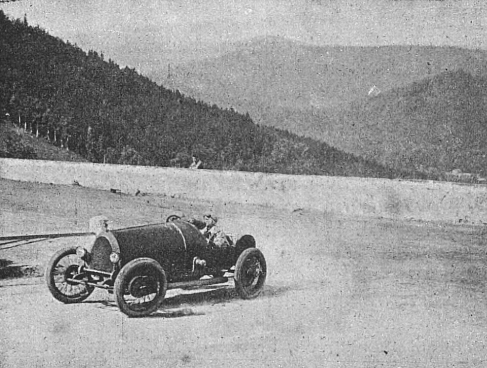
Čeněk Junek, závodní Bugatti T30, závod do vrchu Panorama K.V. (1923)

Prvního ročníku závodu se zúčastnilo 54 konkurentů, z toho 32 na motocyklech a 22 na cyclecarech a automobilech. Nejlepšího času dne 2:11,1 min dosáhl "fialový ďábel" (pro svůj závodní trikot) Rakušan Rupert Karner na motocyklu Sunbeam 500. V motocyklech v třídě do 750 ccm na strojích Itar 710 obsadili ing. J. Tachecí a nadp. Ziegler prvá dvě místa, za což ing. Tachecí obdržel vázu od fy. Epiag a nadp. Ziegler od pořádajícího klubu EAC kožené pouzdro na cigarety. V závodních automobilech zvítězil Čeněk Junek na dvoulitrovém Bugatti T30 (2:17,8 min) před Oldřichem F. Kinským (třída do 4.5 l) na šestiválcovém závodním Steyru VI 3,4 l (2:23,9 min). V závodních vozech přes 4,5 l objemu válců zvítězil Miloš Havel na Mercedesu. Mezi cestovními automobily do 1,75 l zdvihového objemu zvítězil Walter WIZ (2:26,9 min) pilotovaný Vincencem Desenským, karlovarským hoteliérem a vedoucím prodejny Walter v Karlových Varech. V třídě cestovních vozů do 2,2 l zvítězil místní činovník E.A.C. ing. Alfred Reichmann na Walteru WIZI. V třídě do 3,4 l zaznamenal (druhé vítězství toho dne) O.F. Kinský na Steyeru (2:26,8 min) a celkové vítězství v cestovních vozech získal Hugo Urban-Emmerich na Austro-Daimleru (2:21,3 min). V celkovém pořadí automobilů bez rozdílu třídy a objemu válců Urban-Emmerich dojel na 2. místě za Junkem. Ten zvítězil, doprovázen jako spolujezdkyní svojí neohroženou chotí Eliškou, a to i přesto, že v jedné zatáčce dostal smyk, otřel se o zeď, ale duchapřítomně vůz srovnal a závod vítězně dokončil.

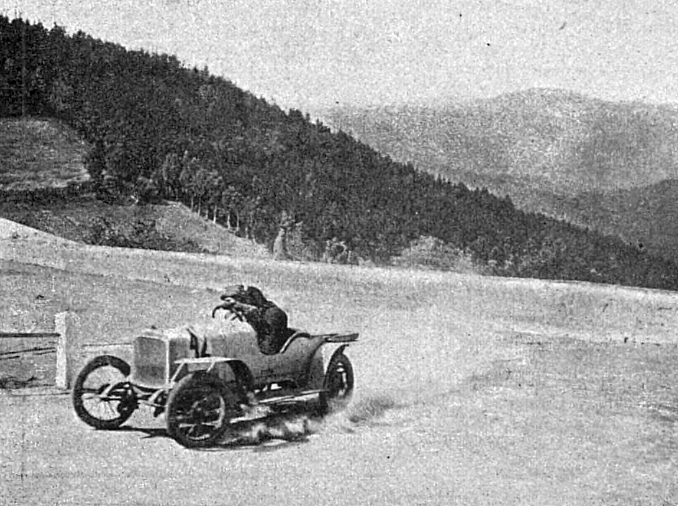
Vincenc Desenský, cestovní Walter WIZ, Panorama K. Vary (1923)

### 2. ročník 1924
II. ročník se uskutečnil 20. července 1924 a byl vybojován proti vůli karlovarské městské rady, která dokonce prostřednictvím ministerstva zdravotnictví se jej snažila znemožnit uvádějíc, že ruší klid lázeňských hostů. Pořadatelem byly podniknuty četné intervence u příslušných úřadů a podařilo se pořádání závodu prosadit, přičemž však byla předepsána některá opatření, která měla za účel snížit rušení lázeňského klidu na nejmenší možnou míru. V motocyklech byl hrdinou dne Bohumil Turek na Waltru M 922, který potvrdil své vítězství na Schöberu před 2 týdny a přiblížil se až na 4,4 vt. (2:15,5 min) Karnerovu rekordu. Bohužel druhé »eso« jinonických, Desenský na cestovním voze jel poslední třetinu závodu na prázdné gumě, i tak však umístil se první v kategorii do 2,0 l krásným časem 2:19,6 min. Loňské vítězství v třídě cestovních vozů do 3,4 l na Steyru VI zopakoval hrabě O. F. Kinský. Nejlepšího času dne a traťového rekordu docílil Gerhard Kluge na závodním Mercedesu 1,5 l s kompresorem časem 2:07,3 min.
Konkurence byla silná a velmi početná, číslo startujících bylo ještě zvětšeno tím, že několik automobilů startovalo dvakráte, a to ve třídě automobilů cestovních, po té pak s »očesanými« blatníky jako závodní vozy. Horší čas p. ředitele Junka (Bugatti Type 30) ve třídě závodních vozů se vysvětluje tím, že po první jízdě — ve třídě cestovních vozů — mu byla při sjíždění k novému startu proražena kamenem benzinová nádržka, takže při druhé jízdě — ve třídě vozů závodních — naléval mechanik benzín z plechovky přímo do karburátoru. V cestovních automobilech do 2,0 l dojel s přirážkou 3% (za dvoumístnou karoserii) Junek jako druhý v čase 2:21,2 min za Desenským a v závodních automobilech do 2,0 l po potížích s palivem rovněž jako druhý (2:36,8 min). Závod odjel bez kapoty a improvizovanou nádržku (plechovku) s benzínem mu držel spolujezdec.

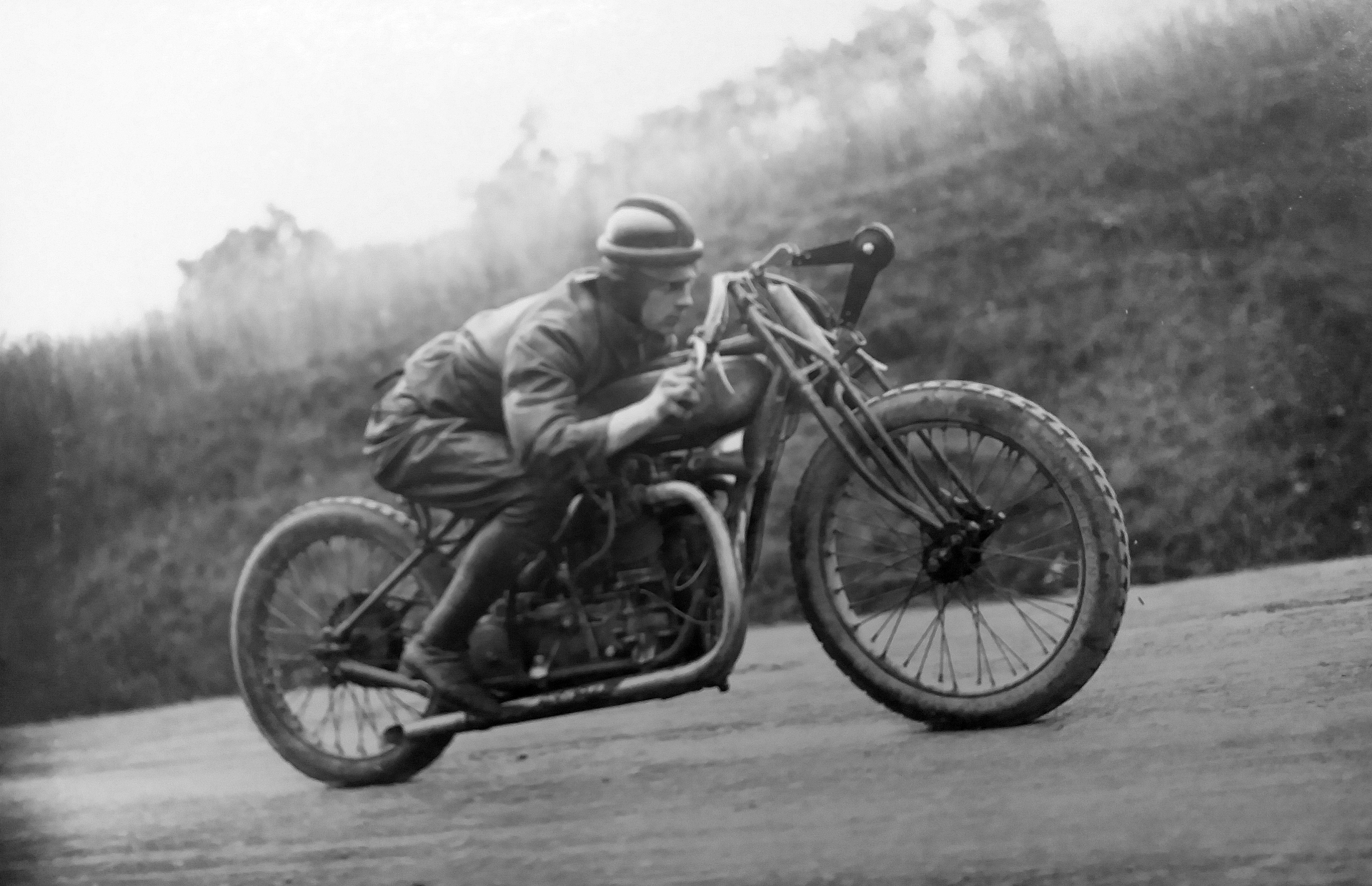
Walter M 922, Bohumil Turek v plném tempu (1924)

### 3. ročník 1925

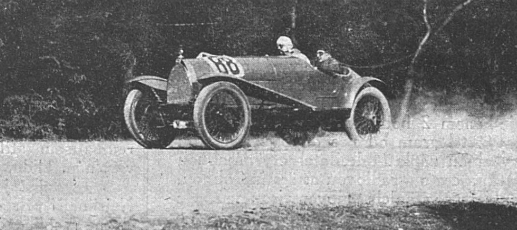
Eliška Junková, Bugatti T30 vyhrála v 3. ročníku kategorii sportovních vozů (Zbraslav 1925)

Třetí ročník viděli diváci v Karlových Varech 12. července 1925. Za bezvadné organizace, i když počasí nebylo nejhezčí, měli diváci znovu velké zážitky, a  také organizátor, Egerländer Automobil-Club, byl spokojen. Obdivuhodný výkon podali mezi motocyklisty kapitán Vladimír Kučka (Brough Superior) v rekordním čase 2:04,5 min (motocykly přes 500 ccm) i ing. Václav Štěpán (Saroléa) vítěz třídy do 500 ccm (2:05,5 min). Ve sportovních vozech do 2,0 l a v celkovém pořadí sportovních vozů zvítězila Eliška Junková na Bugatti T30 (2:20,7 min). Ve velkém stylu pod hranicí dvou minut si vedl Jindřich Knapp startující v nejsilnější třídě do 3,0 l se závodním vozem Walter 0. Porazil i Čeňka Junka na závodním Bugatti T35, který vyhrál třídu do 2,0 l v čase 2:01,1 min.
Trať byla dobrá, závod byl hladký a návštěva velmi četná. Čas Jindřicha Knappa byl nejenom nejlepším časem dne, ale byl jím vytvořen i nový rekord tratě. Knapp tak oplatil Junkovi červnové porážky ze závodů Brno-Soběšice a ze závodu do vrchu Schöber. Knapp se tak stal prvním československým jezdcem, který na československém voze zvítězil v mezinárodním závodě automobilů do vrchu.

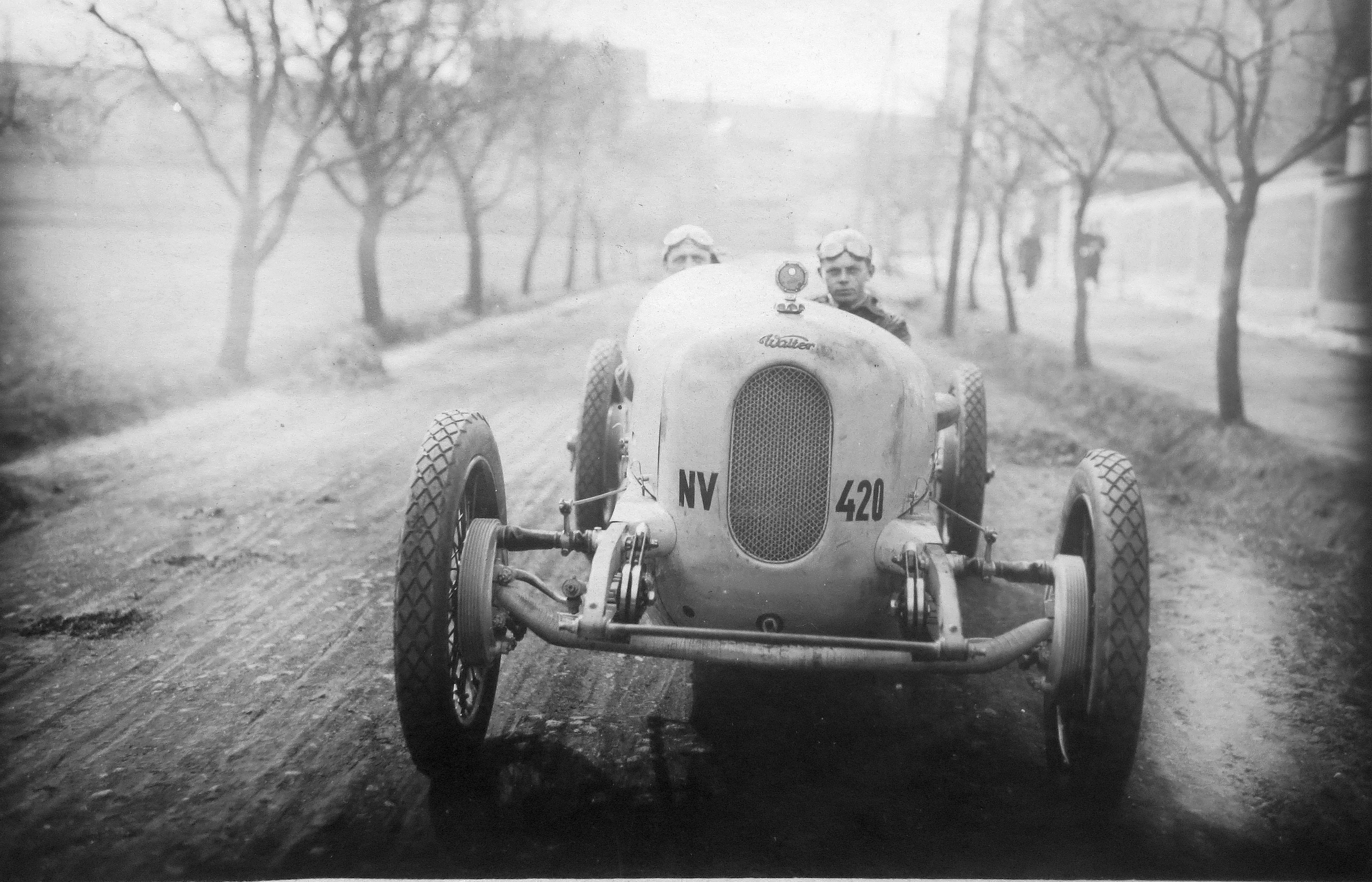
Walter 0 (Knapp-Vojíř), před továrnou Walter (1925)

### 4. ročník 1926
11. července opakoval již po čtvrté čilý klub E. A. C. svůj závod do vrchu na silnici pražské nad hotelem Imperiál. Ačkoliv byla účast závodníků slabší než obvykle, což lze vysvětliti všeobecnou závodní únavou z množství pořádaných podniků a termínovou kolizí se současně pořádanou Velkou cenou Německa (Grosser Preis von Deutschland, Avus) přece byly podány výkony velmi pěkné, jejichž cenu zvyšuje ještě ta okolnost, že silnice byla v tomto roce ve stavu velmi bídném. Počasí rovněž závodu nepřálo. Přesto však účast obecenstva byla impozantní. Junek na své závodní Bugatti T35 vyrovnal loňský rekord Knappův (1:59,5 min), Kraus v třídě přes 750 ccm na stroji Royal Enfield utvořil nový rekord motocyklů (2:00,5 min), překonav loňský rekord Kučkův. V cestovních vozech do 2,0 l a cestovní vozy celkově vyhrál v čase 2:22,0 min na Bugatti T30 Miloš Havel, strýc budoucího prezidenta Václava Havla.

### 5. ročník 1927
5. ročník oblíbeného závodu do vrchu se měl uskutečnit 19. června 1927, ale pro termínovou kolizi se závodem na Pradědském okruhu se závod již neuskutečnil. 

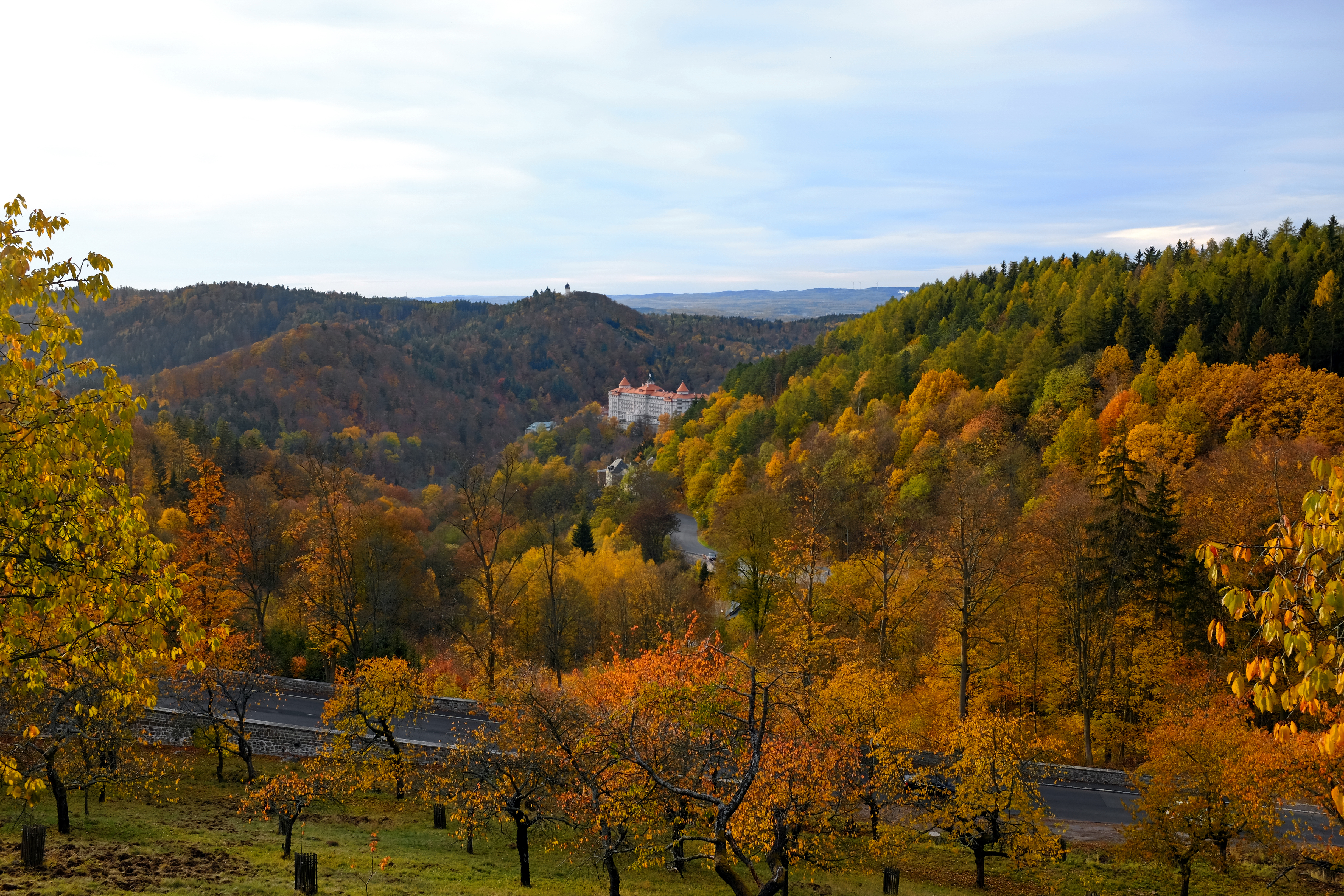
Pohled na trať od penzionu Panorama k hotelu Imperial (2018)

### Výsledky automobilů
Vítězové jednotlivých ročníků v kategorii automobilů:
| Ročník | Datum      | Délka trati | Vítěz          | Vůz                 | Čas        | Pozn.           |
| 1      | 1923-07-22 | 2,2 km      | Čeněk Junek    | Bugatti Type 30     | 2:17,8 min | rekord          |
| 2      | 1924-07-20 | 2,2 km      | Gerhard Kluge  | Mercedes-Benz 1,5 S | 2:07,3 min | rekord          |
| 3      | 1925-07-12 | 2,2 km      | Jindřich Knapp | Walter 0            | 1:59,5 min | rekord          |
| 4      | 1926-07-11 | 2,2 km      | Čeněk Junek    | Bugatti Type 35     | 1:59,5 min | rekord vyrovnán |

## Galerie vítězů

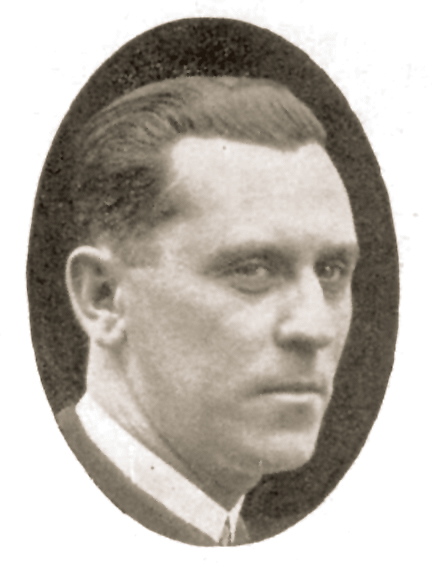
Rupert Karner (1896–1928), Sunbeam 500 (1923)
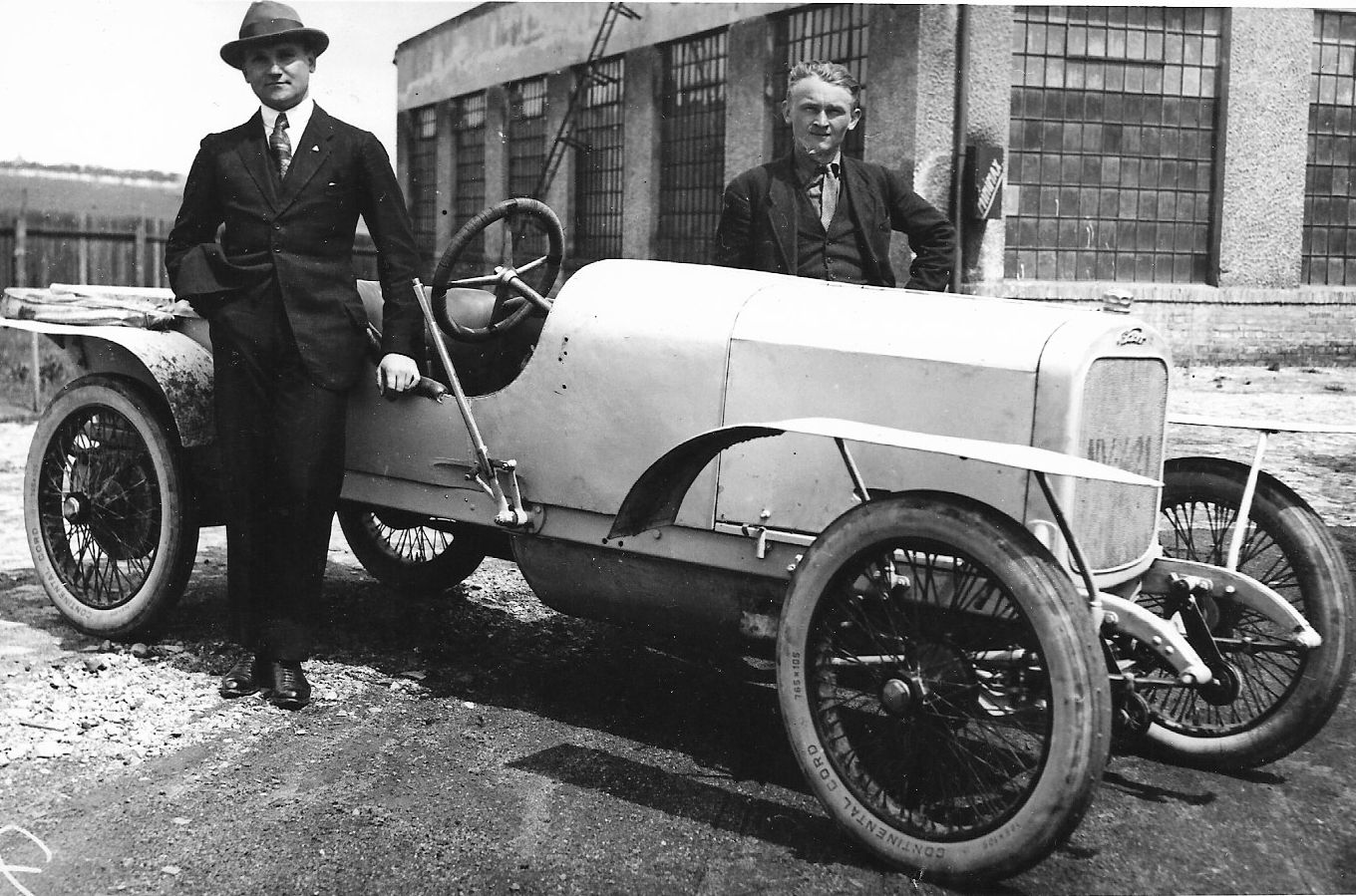
Vincenc Desenský (1892–1972), Walter WIZ (1923)
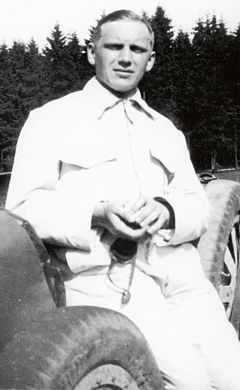
Čeněk Junek (1894–1928), Bugatti 1923 a 1926
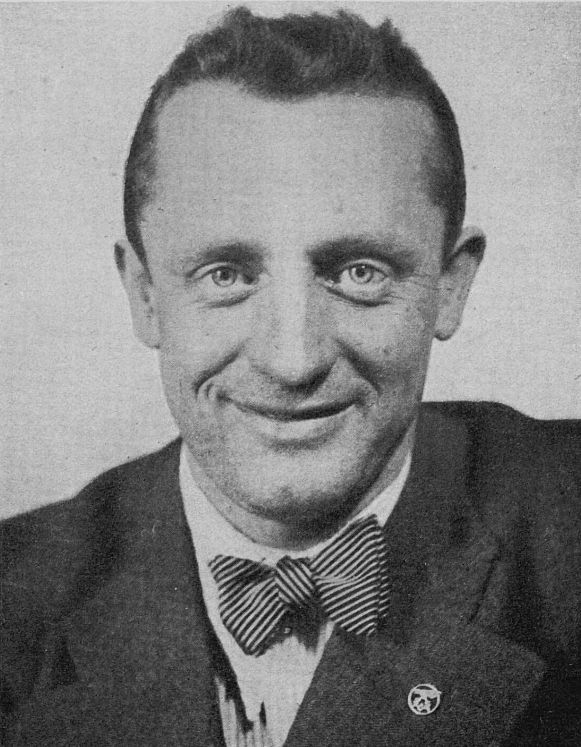
Bohumil Turek (1901–1972), Walter M 922 (1924)
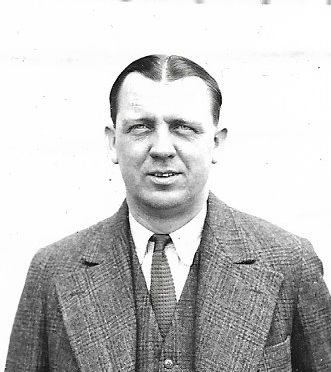
Jindřich Knapp (1895–1982), Walter 0 (1925)
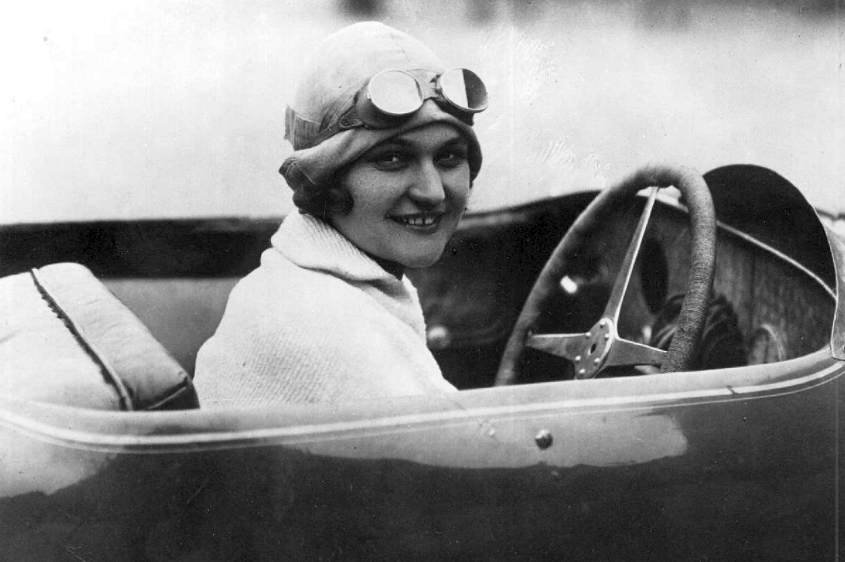
Eliška Junková (1900–1994), Bugatti T30 (1925)

## Závod historických automobilů
V Karlových Varech se koná pravidelně od počátku 21. století jízda historických vozidel městem a okolím. Veteran Rally se zúčastňují automobily a motocykly, vyrobené do roku 1945. Startovní soupiska jako obvykle čítá až sto posádek z České republiky a Německa. Akci Karlovarská rallye pořádá Veteran Car Club Karlovy Vary AČR a v srpnu 2024 se uskutečnil již 22. ročník.